# Оплакивание Христа (картина Белланжа)
«Оплакивание Христа» (или «Оплакивание мёртвого Христа», «Оплакивание тела Христа»; фр. «La Lamentation sur le Christ», «La Lamentation sur le Christ mort») — картина французского художника-маньериста Жака Шарля де Белланжа (1575?—1616/7) на сюжет из Нового Завета.

## История картины и её судьба
Картина создана между 1615 и 1616 годами. Размер картины — 115 на 175 сантиметров. Техника — масляная живопись по холсту. Находится в собрании Эрмитажа, экспонируется в зале № 273. Инвентарный номер: 10032.
Житель города Таллина А. Х. Лейнберг в 1967 году предложил Эрмитажу приобрести у него картину «Оплакивание тела Христа», которую он сам атрибутировал испанскому художнику Франсиско Рибальте (1565—1628). Выглядела картина малопривлекательно: без подрамника, свёрнутая в рулон, сильно загрязнена, закопчена. Предположительно, она висела в церкви и перед ней ставили свечи. Таллинская картина была приобретена Эрмитажем. Работала над её восстановлением реставратор высшей категории Тамара Дмитриевна Чижова.

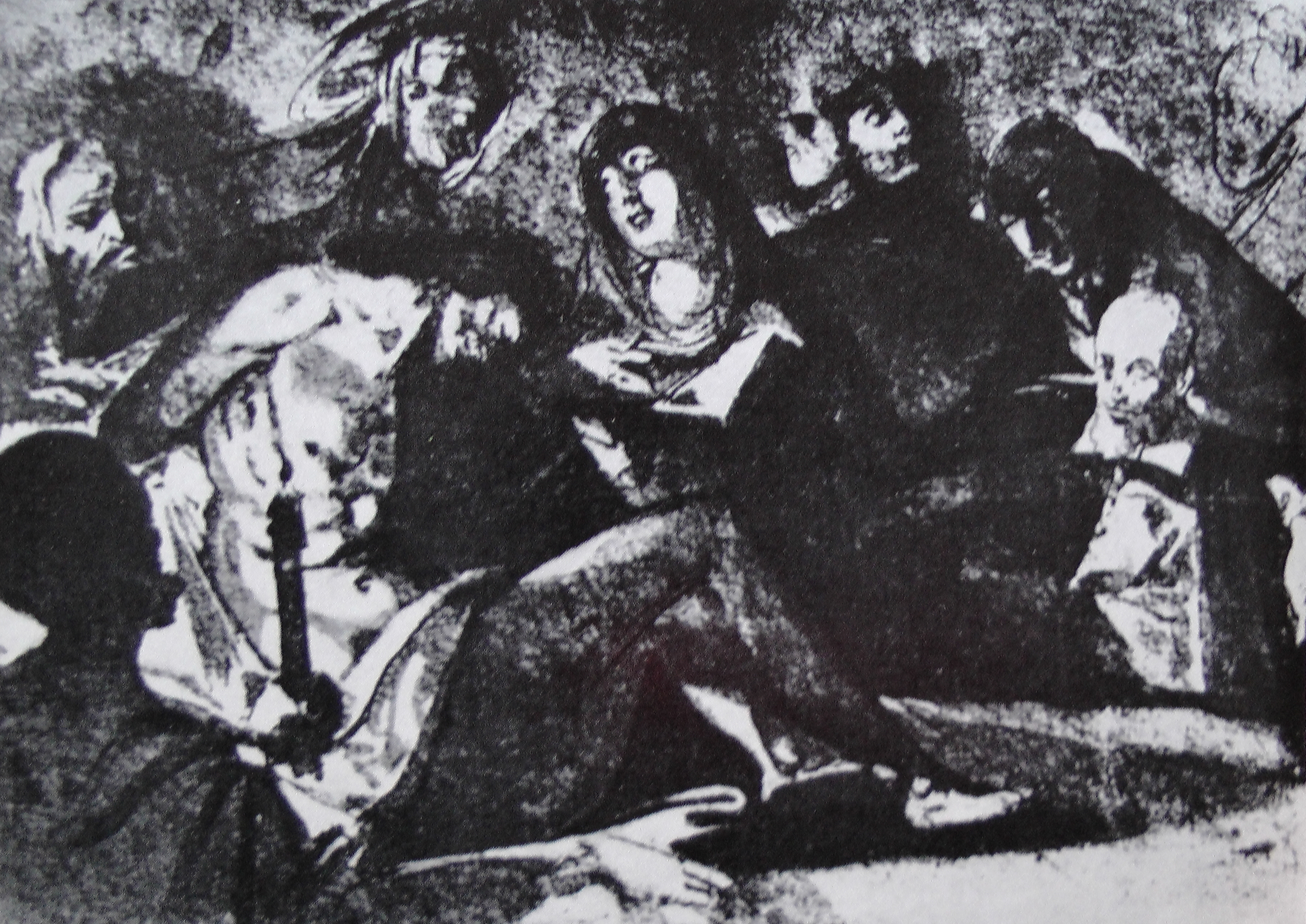
Жак Белланж. Пьета с донатором (рисунок). Дижон, Музей изящных искусств.

Атрибуцию проводила старший научный сотрудник Эрмитажа Ирина Владимировна Линник, хотя она специалист по нидерландской живописи XVI—XVIII веков. Просмотр материалов по иконографии сюжета вывел её на рисунок с подобной композицией. Рисунок принадлежал позабытому лотарингскому мастеру Жаку Белланжу, французскому мастеру, который был придворным художником герцога Лотарингии. Рисунок хранился в Музее изящных искусств города Дижона, Франция. Большинство картин Жака Белланжа погибли или затерялись. Среди редких случайно сохранившихся произведений Белланжа и была картина «Оплакивание Христа».
В правой части картины «Оплакивание тела Христа» — поясной портрет мужчины, за ним стоит ещё один персонаж, одетый в кардинальскую мантию. Он положил свою руку на плечо первого. В кардинале можно узнать Карло Борромео. Канонизирован он был сразу после смерти, поэтому сохранилось множество его портретов (с характерным носом), — сделанных как при жизни, так и сразу же после смерти художниками, которые его хорошо знали в лицо. Герцог Карл III Лотарингский считал святого Карло Борромео своим покровителем. В то время было принято дарить церкви картины религиозного содержания, донатор требовал обычно, чтобы на полотне был изображён и он сам. На полотне — портрет Карла Лотарингского, придворным художником которого был Жак Белланж. По мнению Ирины Линник, логично заключить, что «Оплакивание тела Христа» принадлежит кисти последнего.
Французский искусствовед Жорж Брюнель высказывает сомнение в атрибуции картины Белланжу. Он считает, что «Оплакивание Христа» из музея Эрмитаж, «несомненно, является точной копией утерянного оригинала».

## Сюжет

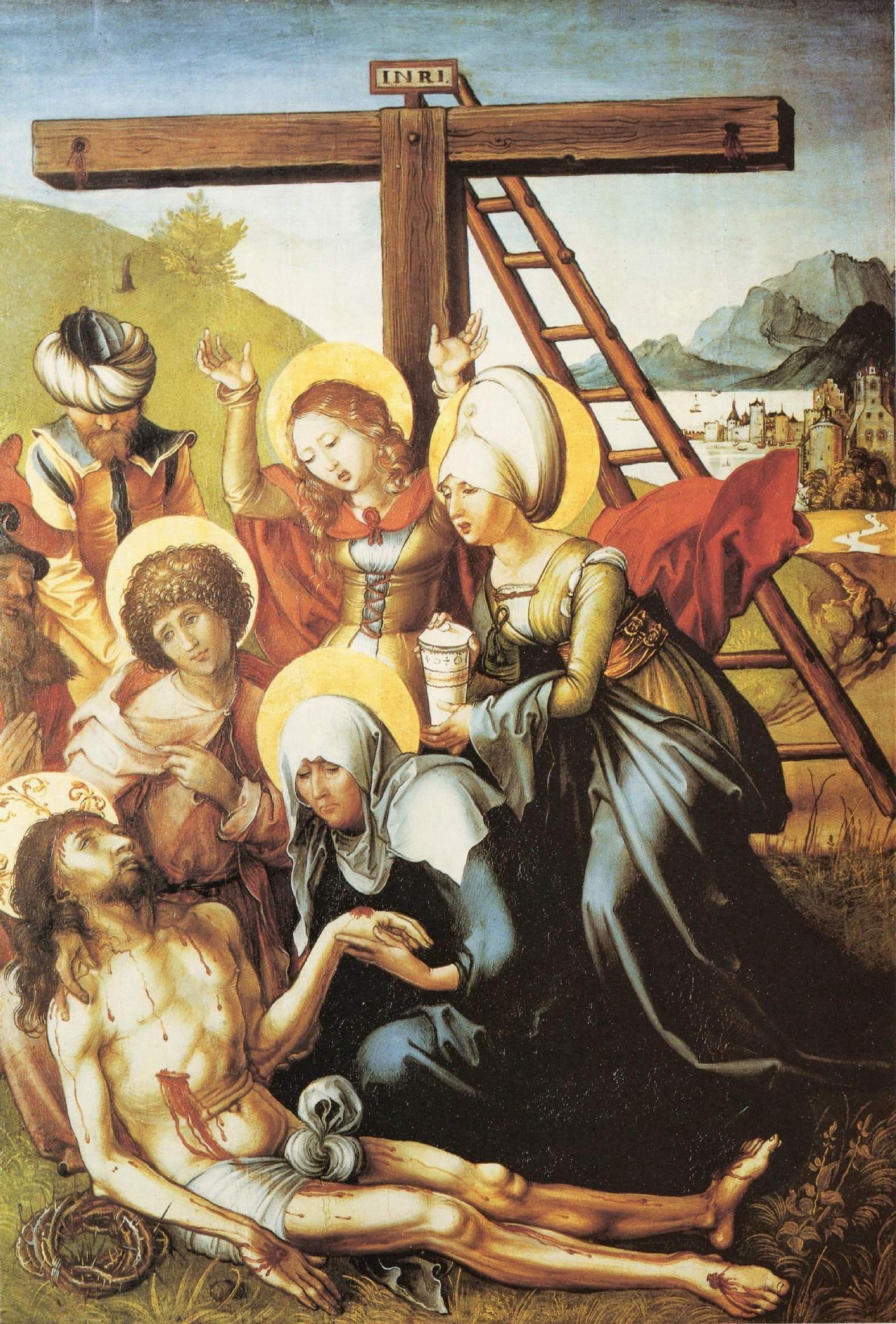
Альбрехт Дюрер. Оплакивание Христа

Оплакивание Христа — эпизод Страстей Христовых, следующий за снятием тела Иисуса Христа с креста и предшествующий Погребению Христа, является самостоятельной иконографической сценой. Оплакивание могло быть изображено на Голгофе — у подножия Креста, или же у гроба Господня, проходить оно должно было во вторую половину Страстной пятницы. В отличие от Пьеты, где тело Иисуса находится на коленях у рыдающей Богоматери и могут отсутствовать другие персонажи, в сцене Оплакивания Христос обычно лежит на земле, окружённый несколькими фигурами. Участники сцены оплакивания — обычно те же, что и при снятии с креста и погребении: Иоанн Богослов, Иосиф Аримафейский, Никодим, Дева Мария, Мария Магдалина, две сестры Богоматери — дочери святой Анны от разных отцов: Мария Клеопова и Саломея. В произведениях искусства число персонажей может сокращаться, иногда их всего три.
В канонических текстах отсутствует описание оплакивания Христа: после снятия тела с креста сразу описывается погребение Иисуса. При этом только сообщается, что «все же, знавшие Его, и женщины, следовавшие за Ним из Галилеи, стояли вдали и смотрели на это» (Лк. 23:49). Оплакивание Христа является сюжетом в ряде апокрифических и теологических сочинений. В частности, этот эпизод фигурирует в сочинениях позднеготических мистиков, таких как Псевдо-Бонавентура или Лудольф Саксонский.
Событие происходит вечером или ночью, но не на Голгофе, как обычно в иконографии этого сюжета, а в помещении. Тело Христа расположено или на столе, или на помосте в сложной, несколько странной позе. Богородица страстно молится, она подняла глаза к небу. Вокруг тела хлопочут мужчины, идентифицировать которых трудно (возможно, это — апостолы или служители). Молодой человек держит толстую свечу, мерцающий свет которой выхватывает из темноты руки и лица персонажей.
На картине Белланжа, кроме персонажей Нового Завета, присутствуют также персонажи Нового времени:
- Карло Борромео (1538—1584) — кардинал и святой католической церкви. Один из самых видных деятелей Контрреформации, инициатор реформы монашеских орденов, он добивался строгой дисциплины, что привело к выступлению против него ряда клириков (орден гумилиатов) и покушению на него в 1569 году. Во время эпидемии чумы в 1575—1578 годах Карло Борромео заботился об умирающих и сам совершал обряды над умершими. В 1578 году он основал орден облатов святого Амвросия. Принял активное участие в разработке богослужебных книг амвросианского обряда. Боролся с протестантизмом в Швейцарии. Карло Борромео был покровителем композитора Джованни Пьерлуиджи Палестрины. В 1602 году он был беатифицирован, а в 1610 — канонизирован. Изображения и скульптуры представляют Карло Борромео смуглым мужчиной с аристократической внешностью, одетым в кардинальские одежды, держащим в руке бич, с голубем, с черепом в руке и большим распятием[8].
- Карл III (1543—1608), герцог д’Эльбеф, герцог Лотарингии с 1545 года до своей смерти. Сын Франсуа I, герцога Лотарингского, и Кристины Датской, женат на Клод Французской (1547—1574), дочери Генриха II и Екатерины Медичи. В качестве потомка Герхарда I он должен был быть Карлом II, но лотарингские историки, желая приписать герцогам Лотарингским родство с Каролингами, включили в нумерацию Карла I из династии Каролингов. Активный участник гугенотских войн[9].

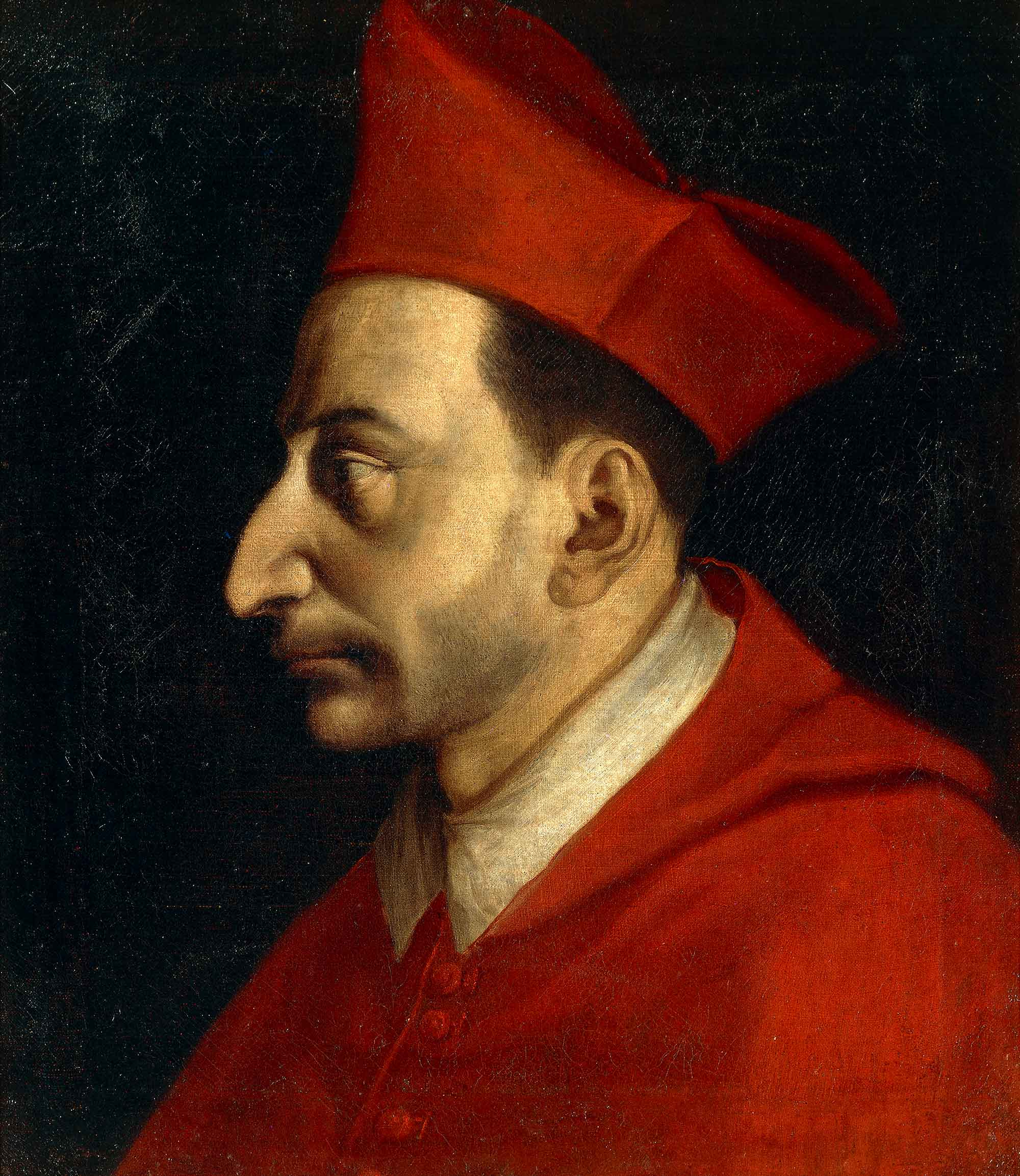
Джованни Амброджо Фиджино[англ.]. Портрет Карло Борромео,1548—1608
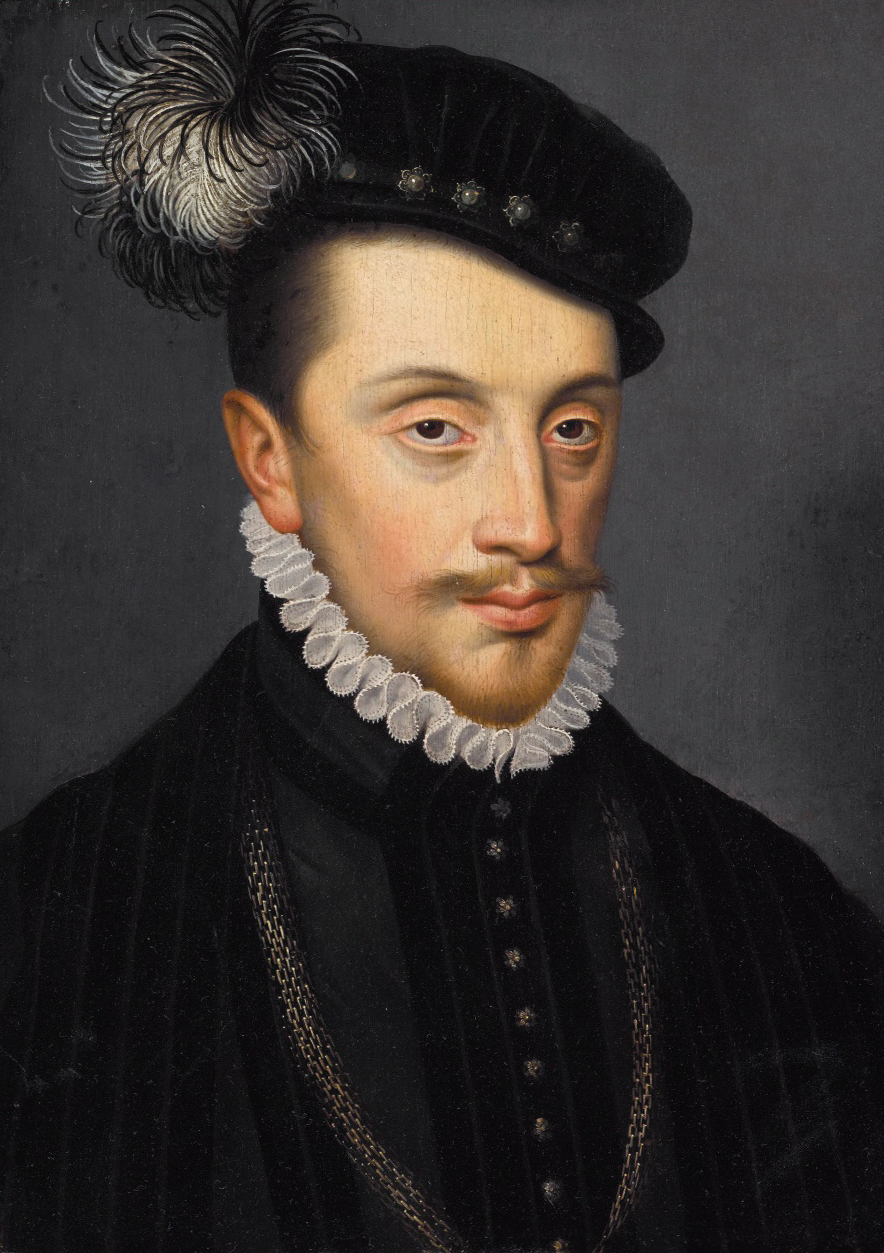
Франсуа Клуэ. Карл III (герцог Лотарингии)

## Особенности картины
Погружённая в ночной мрак сцена освещена фантастическим светом. Синевато-чёрный колорит с оттенком холодной золотистости, бледное пламя свечей, соединение страдания и безразличия рождает ощущение, что эта картина изображает не религиозную сцену, а иллюстрирует готический рассказ ужасов. Вокруг бледного обнажённого тела Спасителя толпятся загадочные персонажи, чьи костюмы образуют странную смесь исторической условности и реальной моды, современной художнику. Мадонна запрокинула голову в отчаянии, схожем с артистизмом оперной певицы. На первом плане изысканно одетый лотарингский придворный пристально смотрит на зрителя, словно приглашая его войти в пространство картины.